# Улица Дыбенко (Симферополь)
Улица Дыбенко — улица в Железнодорожном районе Симферополя. Названа в честь советского революционера, политического и военного деятеля Павла Дыбенко. Общая протяжённость — 520 м.

## Расположение
Улица берёт начало у Суворовского спуска у сквера Высоцкого. Общая протяжённость улицы составляет 520 метров.

## История

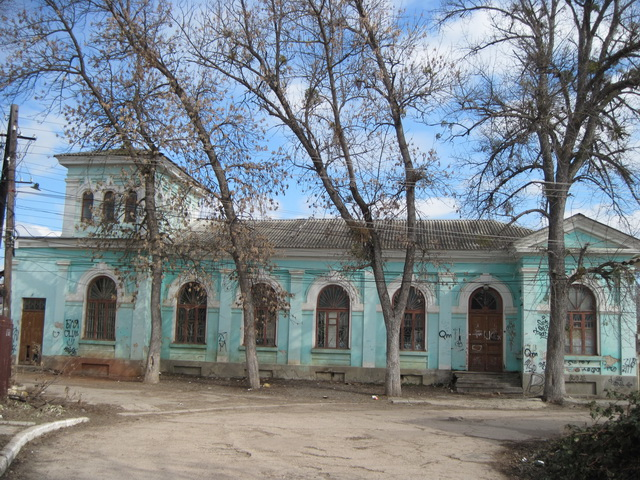
Здание бывшего хлебзавода, 2013 год

Первоначально улица называлась Архивной, поскольку вела от губернского архива к реке Салгир. На месте современной улицы до начала XIX века располагался первый публичный сад на территории Симферополя. По данным краеведов Владимира и Олега Широковых, сад начинался от современного железнодорожного техникума и тянулся до Салгира. Сама улица была застроена в конце XIX — начале XX века. В современном доме № 50 проживал историк, многолетний председатель Таврической учёной архивной комиссии Арсений Маркевич.
Во время немецкой оккупации в 1941—1944 сохранила своё название (нем. Archiv Strasse).

На плане 1930 года имеет один участок

В современной планировке к адресам по ул. Дыбенко относят и застройку параллельную ул. Толстого, которая была продлена после войны до моста через Салгир и далее, таким образом ул. Дыбенко в настоящее время фактически имеет два независимых участка.
В 1970 году власти города приняли решение переименовать Архивную улицу в улицу Дыбенко. В это же время на доме № 1 была установлена мемориальная табличка в честь Дыбенко с текстом: «Эта улица носит имя Павла Ефимовича Дыбенко (1889—1938 гг.), крупного советского военного деятеля, героя гражданской войны, первого народного комиссара Военно-морских сил Республики, активного участника борьбы за Советскую власть в Крыму в 1919—1920 гг.».
К 1983 году на улице располагались два детских сада, детские ясли, техническое училище областного управления профтехобразования, областное объединение хлебопекарной промышленности и хладокомбинат. В 2018 году Министерство имущественных и земельных отношений Республики Крым выставило на продажу здание бывшего хлебзавода (№ 62).
В 1988 году улицу Дыбенко изобразил художник Альфред Фризен. Детство Заслуженного художника Украины Леонида Герасимова прошло в доме № 4.

## Здания и учреждения
- № 1 — Крымский футбольный союз[7]
- № 12 — Хайдельберг-центр[8]
- № 14 — Романовский колледж индустрии гостеприимства[9]